# Gymnostachyum longispicatum
Gymnostachyum longispicatum är en akantusväxtart som beskrevs av Merrill. Gymnostachyum longispicatum ingår i släktet Gymnostachyum och familjen akantusväxter. Inga underarter finns listade i Catalogue of Life.